# Casa Gran (Sallent)
La Casa Gran és un edifici a la vila de Sallent (Bages) catalogat a l'Inventari del Patrimoni Arquitectònic de Catalunya. No s'ha pogut confirmar el possible origen d'aquest edifici. La hipòtesi més versemblant és que fos construït com a palau de residència dels senyors de la vila, els bisbes de Vic, que per alguna circumstància no complí aquesta funció, adaptant-se com a habitatge i comerç fins que fou adquirida per la Caixa de Pensions per a la Vellesa i d'Estalvis per ubicar-hi les seves oficines. Es restaurà totalment la façana i l'interior intentant retornar-lo al seu estat més o menys original adaptat als nous usos. La restauració fou inaugurada l'abril del 1928.
L'edifici consta de planta baixa i dos pisos. La façana, refeta totalment, és de pedra picada. La planta baixa té cinc portals i una finestra. El portal central serveix d'accés als pisos superiors, els dos dels costats de l'anterior serveixen de porta d'accés a una farmàcia i a una caixa d'estalvis. Els portals extrems han estat convertits en finestrals. El primer pis està senyalat per quatre finestres coronelles de caràcter gòtic. El segon pis en té dues i una galeria amb sis arcades amb arcs carpanells. Tots els pisos estan coberts amb embigat. L'escala està il·luminada per la claraboia d'un cimbori que sobresurt de la teulada.